# Hirsch & Cie

Het "nieuwe" Hirschgebouw aan het Leidseplein in Amsterdam op de openingsdag van de Apple Store op 3 maart 2012.

Hirsch & Cie, was een van oorsprong Belgisch modehuis met winkels in Brussel (1869-1962), Amsterdam (1882-1976), Keulen, Dresden en Hamburg. Het modehuis is genoemd naar de oprichter ervan, de uit Altena in Westfalen afkomstige Joodse ondernemer Leo Hirsch (1842-1906).

## Geschiedenis

### Hirsch & Cie Amsterdam (1882-1976)

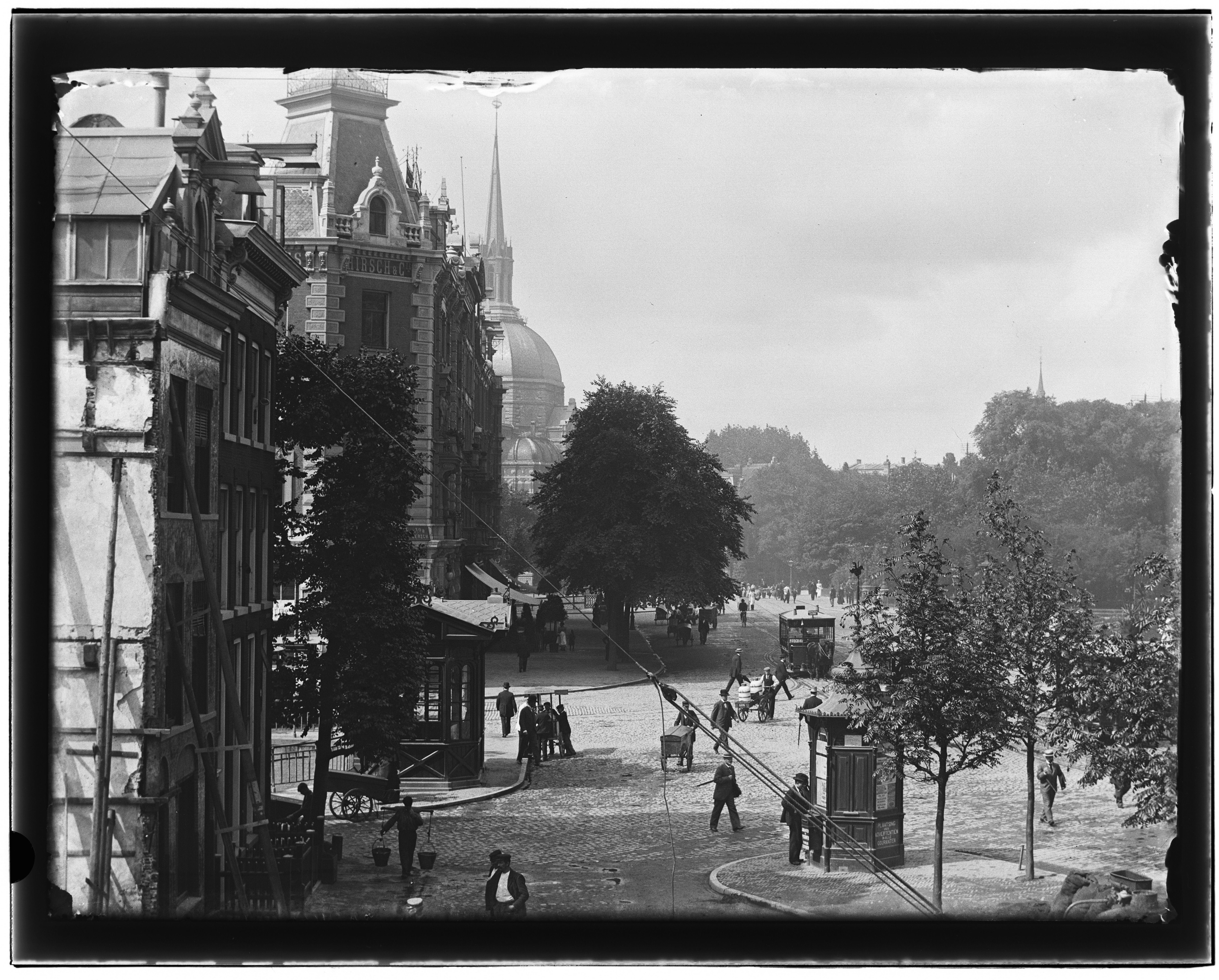
Het "oude" Hirschgebouw in het midden in 1899

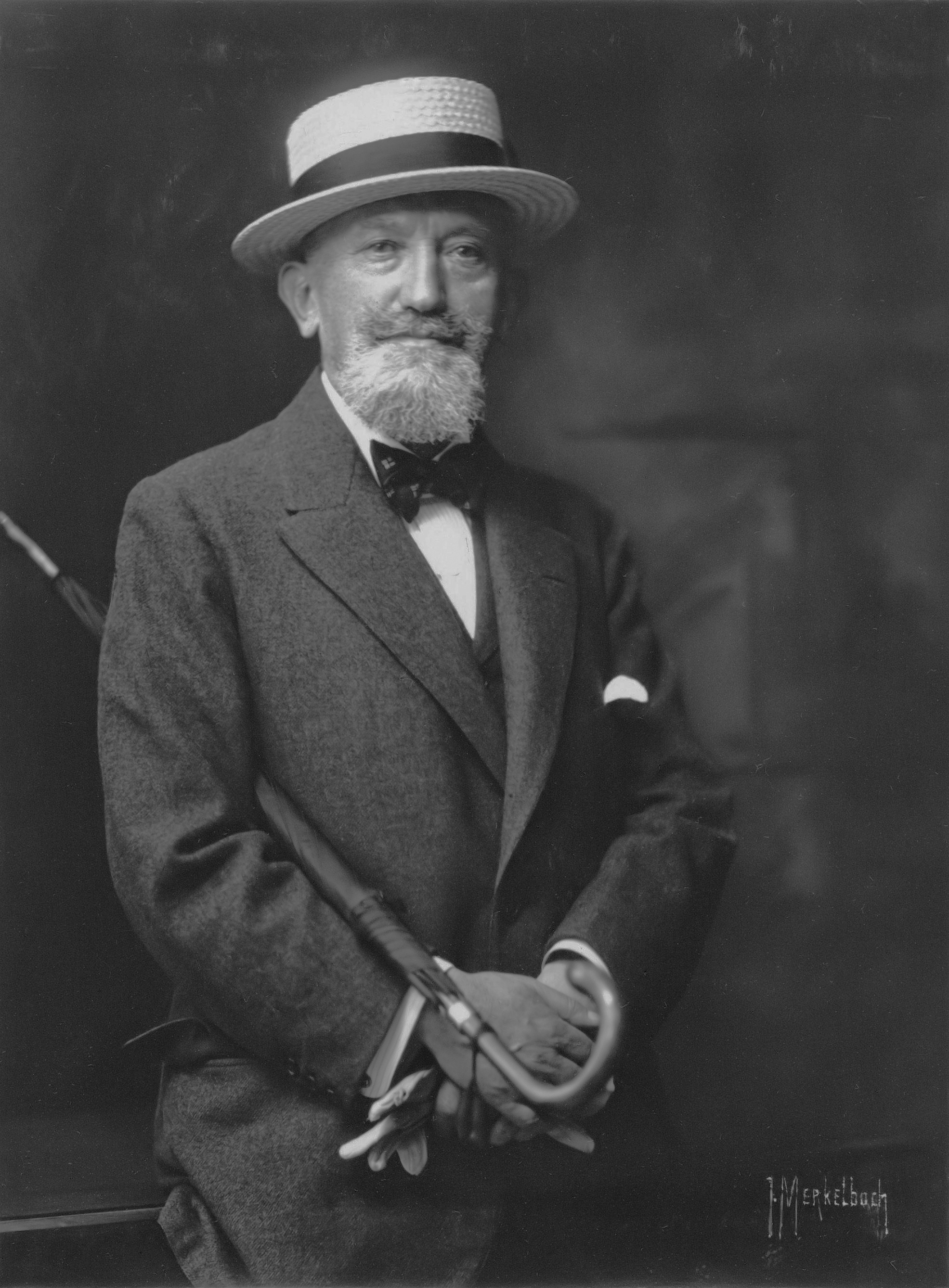
Sylvain Kahn (1916)

Het Nederlandse filiaal van Hirsch & Cie opende zijn deuren op maandag 25 september 1882 aan het Leidseplein in Amsterdam. Sylvain Kahn, afkomstig uit de Elzas, en Sally Berg uit Westfalen werkten als bedienden in het modepaleis van Leo Hirsch in Brussel, toen zij elkaar op 14-jarige leeftijd leerden kennen. Ze werkten zich steeds verder op binnen het bedrijf en kregen plannen om zelf een modehuis op te zetten. Deze plannen bespraken ze met Leo Hirsch, die daar enthousiast voor werd; hij fourneerde geld en in 1882 werd aan het Leidseplein Maison Hirsch & Cie (Hirsch en Companie) gesticht. De oprichters waren in Brussel: Sylvain Kahn die hoofd was van de stoffenafdeling en Sally Berg die de leiding had over de coutureafdeling. De detailhandel in Amsterdam was nog onderontwikkeld en de weinige warenhuizen die er waren verkochten slechts Duitse confectie. Over zijn eerste bezoek aan Amsterdam zei Kahn in 1928 in een interview: "Toen ik in '82 uit Brussel voor 't eerst naar Holland was gekomen (...) dacht ik, dat ik in China beland was, zóó slecht, zoo vreemd aan alle begrippen van de mode gingen de dames hier gekleed." Dit was de reden dat Kahn en Berg een modehuis naar Frans voorbeeld stichtten en als eersten de haute couture introduceerden in Nederland.
Hirsch & Cie richtte zich op dames uit de elite. Vrouwen van rijke ondernemers, zoals fabrikanten uit de Zaanstreek en Twente en planters uit Nederlands-Indië, maar ook de koninginnen Emma, Wilhelmina en Juliana kochten kleding bij Hirsch. Ook de beroemde danseres Mata Hari was een klant van het modehuis.

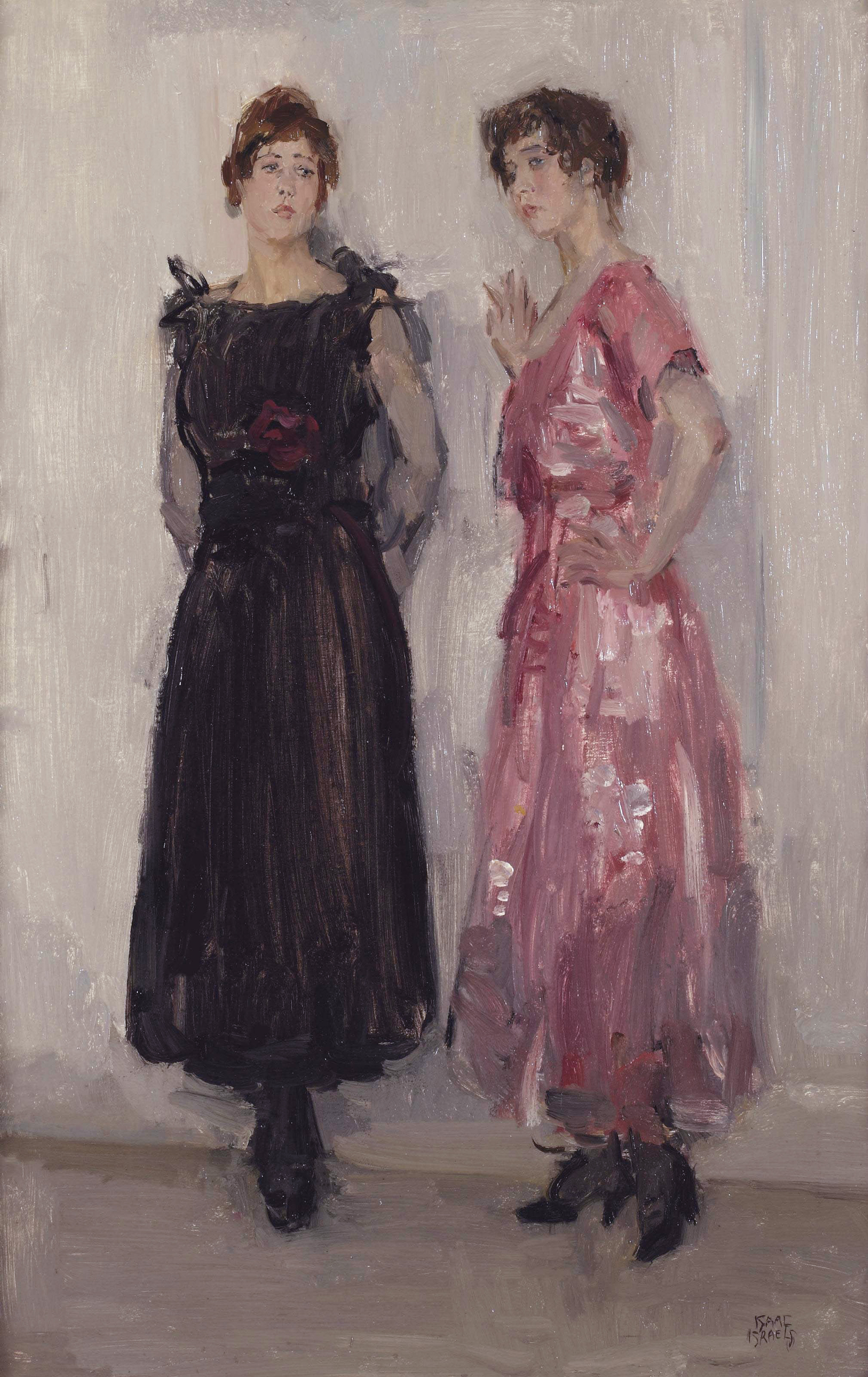
Twee mannequins bij Hirsch (Ippy en Gertie Wehmann), door Isaac Israels, ca. 1916.

Het nieuwe modehuis werd een daverend succes. Al snel werd het gebouw te klein en vele verbouwingen volgden. Etage na etage en aangrenzende panden werden aan het gebouw toegevoegd, totdat de grenzen van uitbreiding waren bereikt en een nieuw gebouw noodzakelijk werd. Tijdens de bouw van het huidige pand was er een grote noodvestiging aan het Kleine-Gartmanplantsoen. In 1912 werd een groot nieuw gebouw geopend, dat was ontworpen door architecten A. Jacot en Jan Gerard Snuijf. Het nieuwe gebouw had de inmiddels standaard geworden indeling van het warenhuis, met een enorme hal, galerijen die gegroepeerd waren rondom een lichthof en monumentale trappen en liften. Alles was afgewerkt met kostbare materialen als marmer, graniet en dure houtsoorten. Ter gelegenheid van de opening van het nieuwe gebouw organiseerde Hirsch & Cie de eerste Nederlandse modeshow, iets wat al snel navolging vond bij andere modehuizen.
Na de Eerste Wereldoorlog werd het voor Hirsch & Cie moeilijker haar leidende positie in de Nederlandse modewereld te behouden, als gevolg van de toegenomen concurrentie van de confectie-industrie en de economische crisis van de jaren 30. Juist bedrijven als Hirsch, die zich richtten op de afzet van luxe producten en kwalitatief hoogwaardige modestoffen, werden het meest getroffen door de crisis. Toch leek de invloed van de economische crisis op Hirsch gering. Het loslaten van de gouden standaard in 1936 bracht een opleving van de economie. De komst in 1937 van couturier Richard Goetz, een joodse vluchteling uit Berlijn, zorgde voor veel nieuwe klanten, voornamelijk Duits-joodse vluchtelingen.
De uitbraak van de Tweede Wereldoorlog in 1940 betekende echter de definitieve breuk met het verleden voor Hirsch. Als bedrijf met een joodse directie en veel joodse werknemers kreeg Hirsch al vrij snel te maken met door de Duitsers opgelegde beperkingen. In 1941 stelden de Duitsers een Verwalter aan en moest de (joodse) directie vertrekken. Twee jaar later werd de zaak geliquideerd en werden de voorraden en de kostbare inventaris van het pand naar Duitsland overgebracht. Hirsch kwam gehavend uit de oorlog - meerdere werknemers waren omgekomen en het gebouw was ernstig in verval geraakt. Nooit meer werd het modehuis zo groot als voorheen. Het gebouw en het modehuis werden gescheiden en slechts de begane grond en een gedeelte van de eerste verdieping werden opnieuw ingericht voor het modehuis Hirsch. Er werd wel een nieuwe coutureafdeling opgebouwd in de jaren vijftig, met Max Heymans als ontwerper, maar deze samenwerking was geen lang leven beschoren, aangezien Heymans te veel geld spendeerde. De afdeling werd gesloten en sinds die tijd werd uitsluitend confectie verkocht. Het exclusieve imago van Hirsch bleef echter altijd behouden. In deze periode werkte Robert Jasper Grootveld bij Hirsch als glazenwasser. Vanaf de jaren zestig drukten jongeren steeds meer hun stempel op de mode. Plotseling waren de elegante japonnen van Hirsch ouderwets. Een poging tot verjonging door middel van een verbouwing en een jongerenlijn kwam te laat voor het bedrijf; in 1976 sloot modehuis Hirsch zijn deuren aan het Leidseplein.

## Galerij

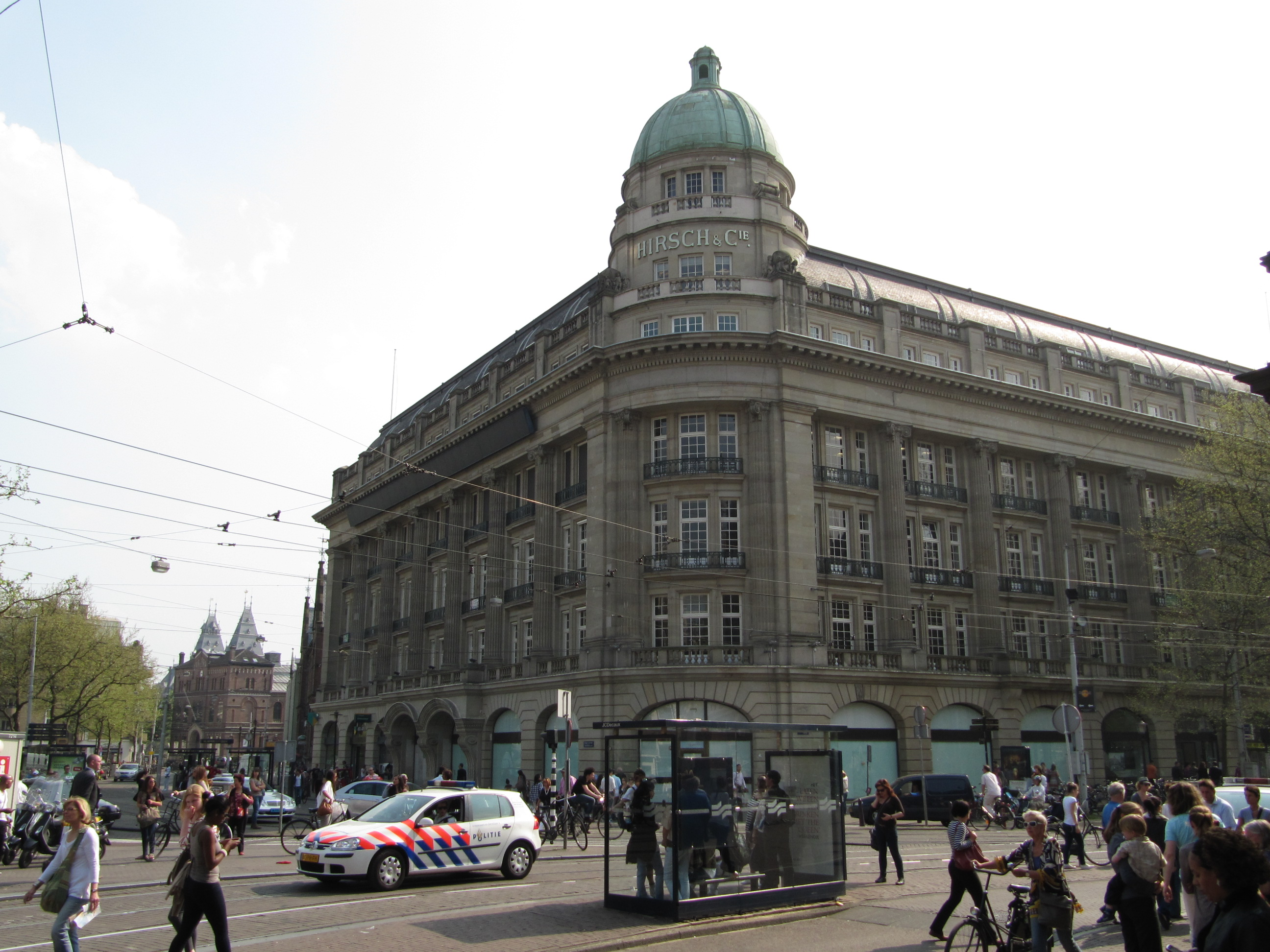
Het Hirschgebouw in 2011
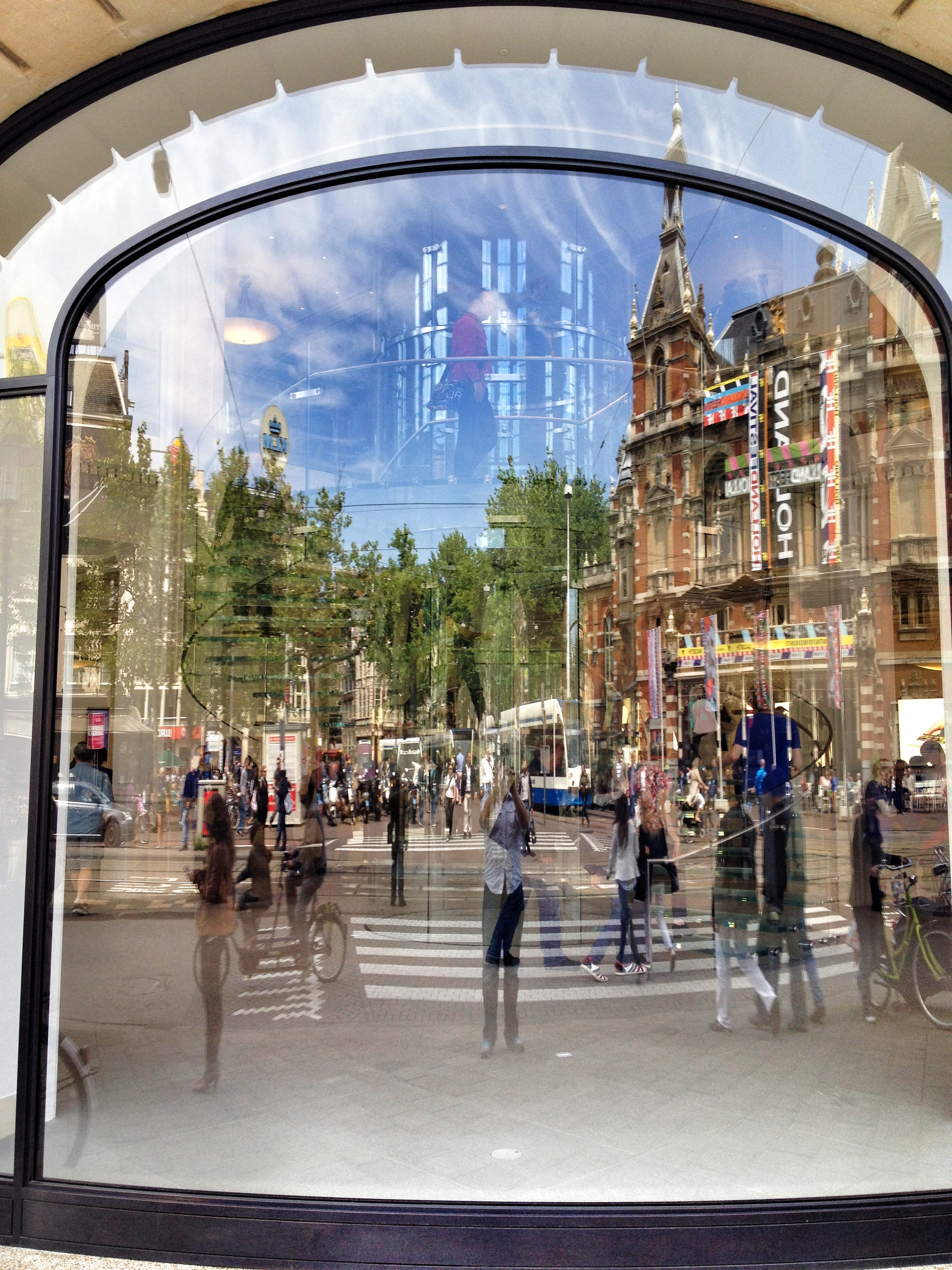
Afspiegeling Stadsschouwburg Amsterdam in raam Apple Store, juni 2012
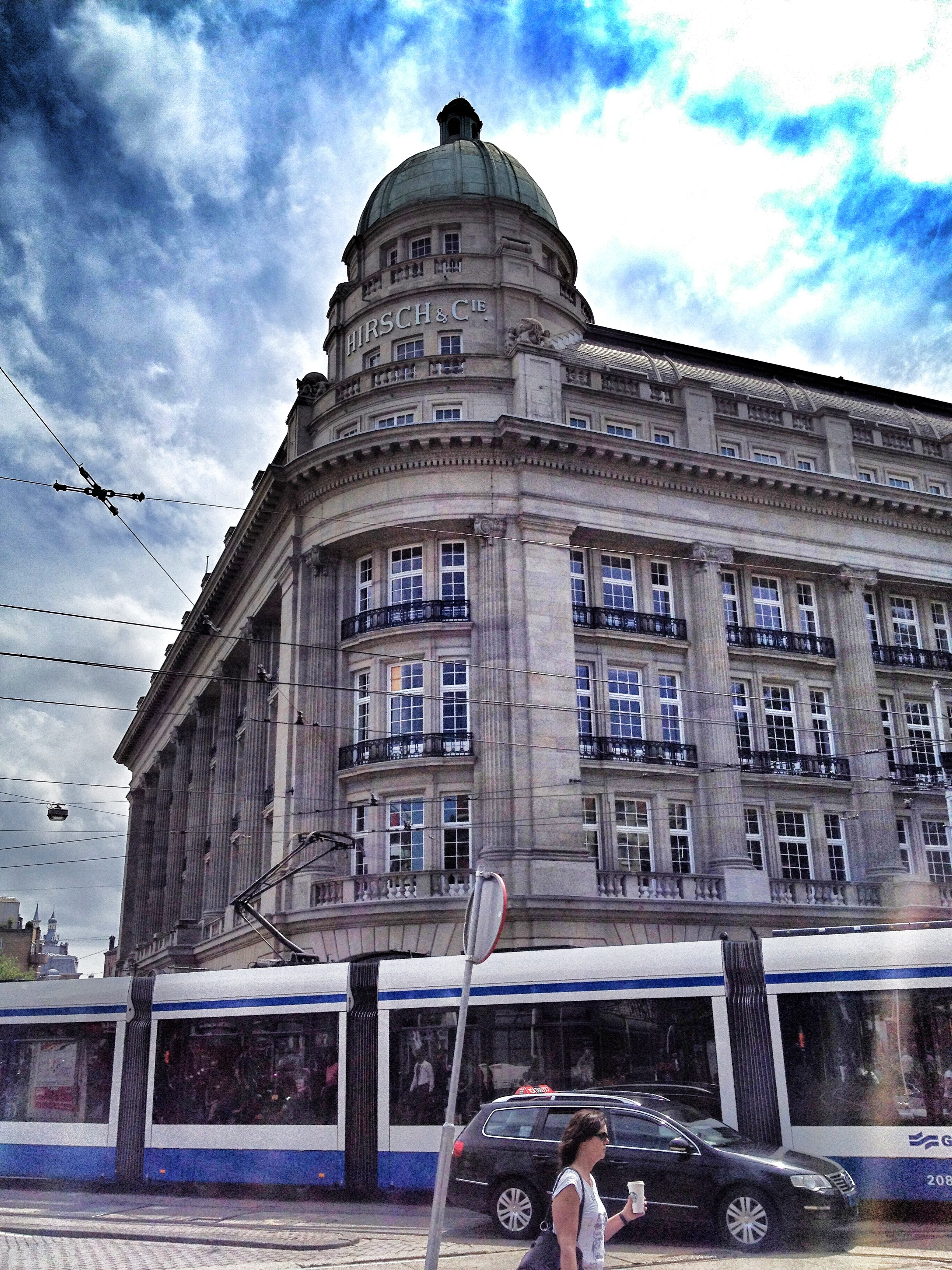
Hirschgebouw, juni 2012